# Pleurotomella minuta
Pleurotomella minuta é uma espécie de gastrópode do gênero Pleurotomella, pertencente a família Raphitomidae.